# Вержбицкий, Виктор Александрович
Ви́ктор Алекса́ндрович Вержби́цкий (род. 21 сентября 1959, Ташкент, Узбекская ССР, СССР) — советский и российский актёр театра и кино, телеведущий; народный артист Российской Федерации (2011), заслуженный артист Узбекистана.

## Биография
Родился 21 сентября 1959 года в Ташкенте. Своей фамилией обязан прадеду, коренному краковскому поляку.
По признанию Вержбицкого, его детство прошло за кулисами — бабушка работала в театре костюмером. Поэтому долгих раздумий по поводу выбора профессии у него не было — естественным шагом стало поступление в Ташкентский театрально-художественный институт им. А. Островского. Там же, на сценографическом факультете, учился Тимур Бекмамбетов, который снял Вержбицкого в фильме «Пешаварский вальс» (1994) и в ряде рекламных роликов.
Театральную карьеру Вержбицкий начал в Ташкентском государственном академическом театре драмы им. М. Горького (1983—1995). Сыграл там Авросимова («Глоток свободы» Б. Окуджавы), Треплева («Чайка» А. П. Чехова), Сципиона («Калигула» А. Камю), Флорана («Священные чудовища» Ж. Кокто), клоуна Тота («Тот, кто получает пощёчины» Л. Андреева), Билли Биббита («Полёт над гнездом кукушки» по К. Кизи), Обольянинова («Зойкина квартира» М. Булгакова) и другие роли. Кроме этого, был занят в нескольких спектаклях театра-студии «Ильхом» и спектакле Государственного Молодёжного театра Узбекистана в Ташкенте «Эквус» по П. Шефферу (доктор Дайзерт).
В 1996 году переехал в Москву, где был принят в Новый драматический театр, возглавляемый Б. А. Львовым-Анохиным. Список сыгранных ролей пополнили Гватинар в «Реванше королевы» Э. Скриба и Э. Легуве, Дорант в мольеровском «Журдене», Меншиков в «Ассамблее» П. Гнедича.
С 1998 по 2005 год — актёр театра «Et cetera». Работал в Московском драматическом театре имени А. С. Пушкина, где играл в спектаклях «Бешеные деньги», «Великая магия».
В рекламе банка «Империал» Вержбицкий впервые сыграл императора Николая I, образ которого чуть позже удачно воплотил в сериалах «Бедная Настя» и «Одна ночь любви». В той же рекламе сыграл Александра Македонского и Людовика XIV. Исполнил роль Осипа Мандельштама в рекламе банка «Славянский». Сотрудничество с Бекмамбетовым продолжилось на картинах «Gladiatrix» (2001), «Ночной Дозор» (2004), «Дневной Дозор» и «Чёрная молния» (2009).

## Личная жизнь
Разведён. Есть сын Александр, живёт в Израиле.

## Творчество

### Театральные работы

#### Ташкентский академический театр им. Горького
- Авросимов («Глоток свободы» Б. Окуджавы)
- Треплев («Чайка» А. П. Чехова)
- Сципион («Калигула» А. Камю)
- Флоран («Священные чудовища» Ж. Кокто)
- Тот («Тот, кто получает пощёчины» Л. Андреева)
- Билли Биббит («Полёт над гнездом кукушки» по К. Кизи)
- Обольянинов («Зойкина квартира» М. Булгакова)
- Юра («Убьём мужчину!» по пьесе Эдварда Радзинского)
- Колоджеро ди Спельта («Великая магия» Эдуардо де Филиппо)

#### Ташкентский театр «Ильхом»
- Володя («Дорогая Елена Сергеевна» Л. Разумовской)
- Кошкин («Сцены у фонтана» С. Злотникова)
- Некто («Дом, который построил Свифт» Г. Горина)

#### Новый Драматический театр
- Меньшиков («Ассамблея» П. Гнедича)
- Гватинар («Реванш королевы» Э. Скриба, Э. Легуве)
- Дорант («Журден» Ж.-Б. Мольера)

#### Et Cetera
- Лектор («Руководство для желающих жениться» по произведениям Чехова. 1993. Реж. Владимир Салюк)
- Священник, директор труппы Ангуло Перес («Дон Кихот» по Сервантесу. 1999. Реж. Александр Морфов)
- Антиох Елпидифорович Ох («Смерть Тарелкина» А. Сухово-Кобылина. 2005. Реж. Оскарас Коршуновас)
- Ланчелот Гоббо, шут, слуга Шейлока; позже — Антонио, купец («Шейлок» по У. Шекспиру. 2000. Реж. Роберт Стуруа)
- Генри Хиггинс («Моя fair леди» по Б. Шоу. 2001. Реж. Дмитрий Бертман)
- Каштанов («Компаньоны» по пьесе А. Галина. 2007. Реж. Александр Галин)
- Битти («451 по Фаренгейту» по Р. Брэдбэри. 2007. Реж. Адольф Шапиро)

#### Независимый театральный проект
- 2002 — «Ladies' night. Только для женщин»[5] по пьесе Энтони Маккартена — Берни
- 2005 — «Жестокие танцы»[6] Танцевальный марафон по мотивам романа Хораса Маккоя «Загнанных лошадей пристреливают, не правда ли?» — Рокки Граво

#### Театр имени Пушкина
- Фредди («Саранча» по пьесе Биляны Срблянович. 2008. Реж. Роман Козак)
- Иван Телятев («Бешеные деньги» по А. Островскому. 2010. Реж. Роман Козак)
- Калаф («Турандот» по сказке Гоцци и «Идиоту» Ф. М. Достоевского. 2010. Реж. Константин Богомолов)
- Отто Марвулья («Великая магия» по пьесе Эдуардо де Филиппо. 2012. Реж. Евгений Писарев)

#### Государственный театр наций
- 2014 — «Гаргантюа и Пантагрюэль» по Ф. Рабле. Режиссёр: Константин Богомолов — Пантагрюэль
- 2016 — «Иванов» по А. П. Чехову. Режиссёр: Тимофей Кулябин — Шабельский
- 2018 — «Игра» по Э. Шефферу. Режиссёр: Явор Гырдев — Эндрю Уайк
- 2019 — «Дядя Ваня» по А. П. Чехову. Режиссёр: Стефан Брауншвейг — Профессор Серебряков
- 2021 — «На всякого мудреца» по А. Островскому. Режиссёр: Константин Богомолов — Крутицкий
- 2021 — «Мастер и Маргарита» по М. А. Булгакову. Режиссёр: Робер Лепаж — Воланд

#### МХТ им. Чехова
- Зосима, Смердяков («Карамазовы» — фантазии режиссёра К. Богомолова на тему романа Ф. Достоевского. 2013)
- Кардинал («Мушкетёры. Сага. Часть первая» — романтический трэш-эпос по мотивам романа Александра Дюма. Сочинение К. Богомолова. 2015. Реж. Константин Богомолов)

#### Международный междисциплинарный проект «Вдумчивые чтения»
- Зигфрид, рассказчик («История о Нибелунгах»)[7][8]

#### Ленком
- Пушкин, эмигрант, а также и брат его Пушкин, не эмигрант («Борис Годунов» по А. С. Пушкину. 2014. Реж. Константин Богомолов)
- Врач, Камердинер и др. («Вальпургиева ночь» по произведениям Венедикта Ерофеева. 2015. Реж. Марк Захаров)
- Ашенбах и др. роли («Князь» — опыт прочтения романа Ф. М. Достоевского «Идиот». 2016. Реж. Константин Богомолов)

### Фильмография
- 1982 — Возвращение резидента — эпизодическая роль в 1 серии (не указан в титрах)
- 1991 — Камми — Вова, гинеколог
- 1992 — Маклер
- 1994 — Пешаварский вальс — Виктор Дюбуа, французский врач
- 1995 — Грешные апостолы любви
- 1997 — Криминальный отдел — Олег Анатольевич, управляющий
- 1997 — Мама, не горюй — Игорь, балетмейстер в аэропорту
- 1998 — Сибирский цирюльник — адъютант Великого Князя
- 1999 — Что сказал покойник — Арне
- 1999—2000 — Каменская (Фильм 3 «Убийца поневоле») — Артём Резников
- 2000 — Остановка по требованию — Макишев
- 2000 — Марш Турецкого (Эпизод «Ночные волки») — Портнов
- 2000 — Остановка по требованию 2 — Макишев
- 2001—2003 — Тайны дворцовых переворотов — Иоганн Лефорт
- 2001 — Я виноват — 2
- 2002 — Трое против всех — Доктор
- 2001 — Gladiatrix — Тимаркус
- 2002 — Дронго — Никитин по кличке «Стержень»
- 2002 — Кодекс чести. Фильмы 12 и 13 — Юрген Янсен
- 2002 — Приключения мага. Фильм 6. «Родовое проклятие» — Потапов, отец Насти
- 2002 — Следствие ведут Знатоки. Десять лет спустя. Третейский судья
- 2003 — Игра в модерн
- 2003 — Трое против всех 2 — Доктор
- 2003 — Оперативный псевдоним — Бачурин
- 2003 — Фото
- 2003—2004 — Бедная Настя — император Николай I
- 2004 — Диверсант — Майор Векшин
- 2004 — Дорогая Маша Березина — Геннадий Юрьевич Норнштейн, фотограф
- 2004 — Ключи от бездны: Охота на призраков — Вертинский
- 2004 — Красная площадь — Вадим Белкин, журналист
- 2004 — Личный номер — Лев Покровский (аллюзия на Березовского)
- 2004 — Ночной Дозор — Завулон
- 2004 — Стилет 2 — «Молочник», киллер
- 2004 — Формула — Михаил Васильевич Зубов, заместитель главного редактора
- 2005 — Авантюристка. Фильм 3. «Проигравший получает всё» — Борис Олегович Барсенко
- 2005 — Взять Тарантину — Сальвадор
- 2005 — Гибель империи. Фильм 3. «Пророк» — Ганский
- 2005 — Девять неизвестных. Глава 1. «Артефакт» — Альтман, первоначальный владелец артефакта
- 2005 — Дело о «Мёртвых душах» — Дубельт
- 2005 — Дневной Дозор — Завулон
- 2005 — Примадонна — композитор Луцкий
- 2005 — Казароза — Сикорский
- 2005 — Турецкий гамбит — Лукан, румынский полковник
- 2006 — Волчица — Анатолий Вадимович Комов (главная роль)
- 2006—2007 — Ангел-хранитель — Геннадий Александрович Мещеряков, олигарх
- 2007 — 12 — 11-й присяжный
- 2007 — Ирония судьбы. Продолжение — человек на остановке
- 2007 — Параграф 78 — член военного трибунала
- 2007 — Сыщик Путилин — граф Хотек
- 2008 — Адмиралъ — Керенский Александр Фёдорович
- 2008 — Выйти замуж за генерала — Борис Михайлович, олигарх
- 2008 — День Д — Эстонец
- 2008 — Мальчики-девочки — Юрий Кулыгин
- 2008 — Мираж — чиновник
- 2008 — Сезон дождей
- 2008 — Одна ночь любви — император Николай I
- 2008 — Пари — Виктор Петрович
- 2009 — Адмиралъ (сериал) — Керенский Александр Фёдорович
- 2009 — Контракт
- 2009 — Ласковый май — коммерческий директор цирка
- 2009 — На игре — Борис Сергеевич
- 2009 — Осведомлённый источник в Москве (документальный) — Виктор Луи
- 2009 — Последний день Булкина И. С. (короткометражный) — служащий
- 2009 — Сорок третий номер — прокатчик
- 2009 — Цепь — Македонский
- 2009 — Чёрная молния — Виктор Александрович Купцов
- 2009 — Подводные камни — Виктор Александрович Курагин
- 2010 — Бешеные деньги — Иван Петрович Телятев
- 2010 — Ёлки — Игорь Воробьёв, сотрудник аппарата Президента
- 2010 — Золотое сечение — Иван Строговский
- 2010 — Капитан Гордеев. Фильм 2. «Золотая клетка» — Виктор Фирсов, бизнесмен
- 2010 — На игре 2. Новый уровень — Борис Сергеевич
- 2010 — Наша Russia. Яйца судьбы — Виктор Марьянович Рябушкин
- 2010 — Ярослав — Святозар
- 2011 — На крючке! — плейбой
- 2011 — Шпион — Лежава
- 2011 — Ёлки 2 — Игорь Воробьёв, депутат
- 2011 — Команда 8 — Михаил Валерьянович Вильтовский
- 2012 — Москва 2017/ Branded — Юрий Николаевич
- 2013 — Сокровища О.К. — полковник Морковников
- 2013 — Цезарь — Александр Васильевич
- 2013 — Разведчицы — Александр Николаевич, генерал госбезопасности
- 2014 — Залётчики — Михаил Христафорович
- 2014 — Инквизитор — Станислав Юрьевич Крутецкий, адвокат
- 2014 — Ёлки 1914 — граф Востриков
- 2015 — Москва никогда не спит — Горбунов, конкурент Антона
- 2015 — Мафия: Игра на выживание — Верхорг, создатель игры
- 2015 — Вакантна жизнь шеф-повара — сотрудник фирмы «Фотоателье»
- 2018 — Тренер — Владимир Анатольевич, мэр Новороссийска, отец Ларисы
- 2018 — Ёлки последние — Игорь Воробьёв
- 2022 — Ампир V — Ваал Петрович
- 2024 — Чёрный замок — Станкевич
- 2025 — Этерна — Эсперадор Адриан

### Дубляж
- 2002 — Проклятый путь — Александр Рэнс (Дилан Бейкер)
- 2009 — Артур и месть Урдалака — Урдалак[9]
- 2012 — Президент Линкольн: Охотник на вампиров — Адам, глава вампиров (Руфус Сьюэлл)[9]
- 2014 — Отель «Гранд Будапешт» — M. Гюстав (Рэйф Файнс)[9]
- 2015 — Kingsman: Секретная служба — Гарри Харт / Галахад (Колин Фёрт)[9]
- 2017 — Kingsman: Золотое кольцо — Гарри Харт / Галахад (Колин Фёрт)
- 2018 — Мэри Поппинс возвращается — Уильям Уэзеролл Уилкинс / волк (Колин Фёрт)
- 2021 — «Французский вестник» — Артур Ховитцер-младший (Билл Мюррей)

### Озвучивание мультфильмов
- 2015 — Последний человек Атлантиды
- 2017 — Сказ о Петре и Февронии — Змей, демон

### Аудиопроекты
- 2013 — «Ленц» Г. Бюхнер (режиссёр Валерия Устинова) [аудиокнига][10]

### Телевидение
C 22 мая по 14 августа 2011 года вместе с Ромой Зверем вёл программу «Игра» на НТВ, выступая в качестве Модератора игры.
С 2012 по 2016 год — ведущий цикла документальных фильмов «Мистические истории с Виктором Вержбицким» на ТВ-3.
В июле 2012 года принял участие в съёмках 9 игр «Форта Боярд», где сыграл роль старца Фура. Премьера состоялась с 16 февраля по 21 апреля 2013 года на «Первом канале».
С 15 июня по 9 июля 2015 года был ведущим 19 выпусков ток-шоу «Рассудят люди» на канале «Россия-1».

## Награды
- Заслуженный артист Узбекистана
- Заслуженный артист Российской Федерации (5 ноября 2004) — за заслуги в области искусства[16]
- Лучший Кинозлодей года премии «MTV Russian Movie Awards 2006» — роль мага Завулона в фильме «Дневной дозор» режиссёра Т.Бекмамбетова.
- Премия «МК» за роль Фредди в спектакле Театра имени Пушкина «Саранча», 25 ноября 2009 года
- Народный артист Российской Федерации (21 марта 2011) — за большие заслуги в области кинематографического, музыкального, театрального и хореографического искусства[1]
- Орден «За заслуги в культуре и искусстве» (24 июня 2025) — за большой вклад в развитие отечественной культуры и искусства, многолетнюю плодотворную деятельность[17].

## Интервью
- Интервью Виктора Вержбицкого сайту RusKino.ru
- Интервью Виктора Вержбицкого газете «Комсомольская правда»
- «Турецкий гамбит» Виктора Вержбицкого
- Законченный фаталист Виктор Вержбицкий
- «Дневной Дозор»: Иные ходят рядом с нами
- [thebestphotos.ru/archives/3060 Интервью с Виктором Вержбицким о фильме «На игре»]